# Osteotomia

Osteotomia

A osteotomia é um procedimento cirúrgico que envolve o corte e realinhamento de um osso para corrigir deformidades ou restaurar a função articular. Este procedimento é utilizado em casos de deformidades ósseas congênitas ou adquiridas, fraturas mal consolidadas ou condições como a osteoartrite.

## Indicações
A osteotomia é indicada em diversas situações clínicas, tais como:
- Deformidades ósseas congênitas ou adquiridas.
- Fraturas com consolidação viciosa.
- Osteoartrite, especialmente nas articulações do quadril e joelho.
- Deformidades nos membros inferiores, como genu varo ou genu valgo.
- Alterações no alinhamento dos ossos do pé, como o hálux valgo.

## Osteotomia do Quadril
A osteotomia do quadril é realizada para corrigir deformidades na articulação do quadril, como a displasia do quadril. A displasia ocorre quando o encaixe da articulação não é adequado, o que pode levar ao desgaste da cartilagem e ao desenvolvimento precoce de osteoartrite. Durante a cirurgia, o cirurgião realiza cortes no fêmur ou na pelve para realinhar a articulação, melhorando sua estabilidade e função.

## Osteotomia da Tíbia
A osteotomia da tíbia é indicada para corrigir deformidades nos membros inferiores, como o genu varo (joelho em "X") ou genu valgo (joelho em "O"). Essas condições podem levar ao desgaste desigual da cartilagem no joelho, resultando em dor e limitação de movimento. O procedimento envolve o corte da tíbia para realinhar o eixo do membro inferior, redistribuindo a carga sobre a articulação e aliviando os sintomas.

## Osteotomia do Pé
No pé, a osteotomia é utilizada para corrigir deformidades como o hálux valgo (dedo grande em "joanete") ou outras condições que afetam o alinhamento dos ossos. O procedimento pode envolver a remoção de fragmentos ósseos ou o realinhamento de ossos para restaurar a função e aliviar a dor.

## Recuperação e Considerações
A recuperação após uma osteotomia depende da localização da cirurgia e da gravidade da deformidade. O paciente geralmente passará por fisioterapia e acompanhamento médico para monitorar a consolidação óssea e a função articular. Em alguns casos, o uso de dispositivos como placas e parafusos pode ser necessário para estabilizar o osso.